# Palacio Gottifredo
El Palacio Gottifredo (en Alatri también conocido como "Casas Grandes") es uno de los más importantes edificios civiles medievales de la región Lazio. Se encuentra en la confluencia de las tres calles que durante el período de su construcción, fueron las principales calles de Alatri: la primera, desde el norte, desde las murallas y puerta de la ciudad dedicada a San Pedro, la segunda, desde el oeste, proviene de la antigua Via San Francisco, que pasa por la puerta San Francisco, y la tercera desde la puerta de San Nicolás, al este.
La majestuosidad del edificio y la particular morfología de los espacios interiores, algunos de ellos de gran importancia arquitectónica, sugieren que el Cardenal Gottifredo di Raynaldo, quien ordenó su construcción ha querido perseguir varias funciones: la defensa, el gobierno y el entretenimiento.
En su parte más antigua, que corresponde a la torre frente a la intersección de los tres caminos, en Alatri noto como el "Trivio” (cruce), tiene, desde 1996, sede el Museo de la Ciudad.

## El diseño y la construcción del edificio
Todo el monumento tiene una parte central (ligeramente deformada a seguir la línea de la carretera) donde se encuentra la puerta principal (con un arco apuntado y doble moldeo) y dos torres, una en el cruce y la otra en el lado opuesto. La construcción del edificio fue hecha durante varios años, pero no sabemos exactamente ni su principio ni su final. Ciertamente sabemos que en 1229 Gottifredo ya era un canónigo de la catedral de Alatri y en 1286, un año antes de su muerte, fue nombrado Podestà (Alcalde) de la ciudad. Así que, con toda probabilidad, el edificio fue diseñado y construido en los años cincuenta del siglo 13.

### La construcción
Es obvio, mirando a la forma en que se construyeron las murallas, que la primera torre en el “Trivio” es de estilo románico. A partir de la primera torre todo el edificio fue terminado en un momento posterior, siguiendo el modelo de la casa torre medieval. La casa tenía un porche y el interior era una instalación de usos múltiples, dado que su superficie tiene pequeñas ventanas (para la defensa) y grandes ventanas con parteluz (por la zona de habitación). En una tercera etapa la función de usos múltiples del edificio fue enfatizada. En la planta baja estaban los establos, el primer piso de la casa era la habitación del cardenal y en el tercer piso había una gran Sala de Asambleas, con un techo sostenido por tres grandes arcos apuntados de piedra típicas de la arquitectura gótica. El edificio está completamente rodeado por casas bajas y da una idea de fuerza y belleza enfatizada de la piedra caliza local, finamente pulida. Hay pocas ventanas en la superficie y por lo tanto, al ver el edificio tenemos una idea de fuerza, elegancia y unidad.

### Desde el Gobierno de Gottifredo al terremoto de 1349
Palacio Gottifredo entonces representaba el centro de la política local y fue un símbolo de la estabilidad. La temporada de su completa funcionalidad y magnificencia, sin embargo, no duró mucho. La muerte de Gottifredo y la falta de poder dio lugar (hasta 1296) a la violencia, el saqueo y la destrucción. Medio siglo después, el terremoto que sacudió esta parte de Italia ha causado el hundimiento de la parte central del edificio debido a las proporciones incorrectas de los grandes arcos que sostenían el techo. Los arcos en la planta superior colapsaron destruyendo la parte central del edificio. Posteriormente, un patio fue construido en el lugar del salón de arriba y dos edificios separados han sido reconstruidos.

### Desde la edad de decadencia de la ciudad hasta el siglo XVIII
El municipio de Alatri con Gottifredo alcanzó su máximo esplendor. Después de él comenzó el declive de la ciudad. Fueron años de completa sumisión al papado que limitaba la autonomía de la ciudad, pero no garantizaba su seguridad. Probablemente, el palacio sigue siendo la residencia del Podestà, pero lo cierto es que las intervenciones posteriores (a causa de otros terremotos de 1654 y 1703) han sido modestas. En 1700 se produjo la construcción de un edificio más pequeño, con una estructura autónoma, usando la entrada principal del Palacio Gottifredo, pero fue remodelado el interior de la segunda torre y las alturas de los pisos fueron cambiadas en comparación con el proyecto original. De este modo, algunas de las ventanas de la fachada del edificio también se cambiaron.

### Reciente reconstrucción de la gran sala y del techo

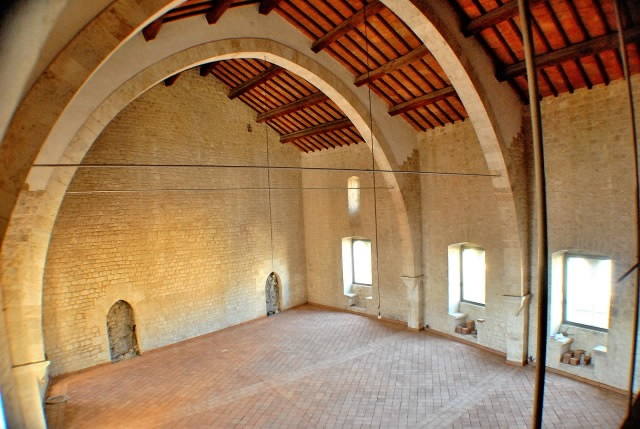
El gran salón con arcos en la planta superior del Palacio Gottifredo, restaurado en el año 2010

El siglo pasado se ha caracterizado por intervenciones modestas y esporádicas más importante es la ocurrida entre 1920 y 1930. Pero a partir de 2006, comenzó la más notable restauración del edificio. Los Arquitectos Giovanni Fontana y Alfredo Spalvieri han reanudado los proyectos de Enrico Pavone, quien hace 40 años, ha diseñado la reconstrucción total de las partes colapsadas. Fontana y Spalvieri han encontrado correcta la hipótesis de Pavone, pero ellos querían mantener la parte del palacio del siglo XVIII. El proyecto mantiene el palacio con todas las intervenciones más importantes realizadas a través de los siglos, pero requiere la estructura de arco original. Después de más de 650 años, la planta superior fue reconstruida por completo, mientras que los locales del nivel intermedio se quedaron (con arcos restaurados) a fin de mantener las operaciones del siglo XVIII. De esta manera, la visita del edificio permite leer todo el ciclo histórico y, al mismo tiempo, permite comprender plenamente el sistema original. La restauración está todavía en curso, y aumentará el Palacio Gottifredo desde el punto de vista cultural y económico, sin contradecir los intereses de los propietarios privados de algunas partes del edificio.

## El interior
Si se tiene en cuenta algunas de las habitaciones de la planta baja que servían originalmente como establos, y que ahora albergan tiendas pequeñas, se puede decir que el Palacio Gottifredo se divide básicamente en dos partes en el momento completamente separadas: una es la casa-torre, que se accede desde Corso Cavour, que forma parte de los bienes municipales e incluye el museo; el otro es el edificio restante y más grande, con su amplio portal de la Via Emanuele Lisi. El edificio es propiedad de varias personas e incluye la torre interior, el palacio y el cuerpo central con la gran Sala Gótica con arcos apuntados.

### Museo
El museo consta de una sección epigráfica y una sección demo-antropológica.

### Los apartamentos del siglo XVIII
Actualmente en proceso de restauración. Tienen techos altos artesonados de castaños y frescos del siglo XVIII.